# Pachnoda interrupta
Pachnoda interrupta är en skalbaggsart som beskrevs av Olivier 1789. Pachnoda interrupta ingår i släktet Pachnoda och familjen Cetoniidae. Inga underarter finns listade i Catalogue of Life.